# Маріка райдужна
Ма́ріка райдужна (Cinnyris bouvieri) — вид горобцеподібних птахів родини нектаркових (Nectariniidae). Мешкає в Центральній Африці.

## Поширення і екологія
Райдужні маріки поширені від Камеруну і Центральноафриканської Республіки до Уганди, північної Замбії і північної Анголи. Вони живуть в тропічних лісах, чагарникових заростях, саванах, на луках, в садах і на плантаціях.